# Aeroportul Mogilev
Aeroportul Mogilev (IATA: MVQ, ICAO: UMOO) este un aeroport din Moghilău, Moghilău, Belarus ce deservește zona Moghilău. A fost deschis în 1968.
Situat la o altitudine de 188 m, aeroportul dispune de 1 pistă.

## Infrastructură

### Piste
Aeroportul dispune de o singură pistă. Pista 13/31 are suprafața de asfalt și dimensiunile 2.567 m × 25 m. 